# エコー賞
エコー賞（Echo Music Prize、ECHO）は、毎年行われているドイツの音楽賞である。ポップカテゴリーの受賞者は3月、クラシックカテゴリーの受賞者は10月に発表される。2018年4月に、ポップス部門の受賞グループの楽曲に反ユダヤ主義的な歌詞が含まれることに対し多くの非難が起こり、過去の受賞者が続々と賞を返還する騒動に発展、賞の廃止が決定された。

## 概要
エコー賞は1963年から1992年まで続いたドイツ・レコード賞の後継として1992年に始まった。ドイツ・フォノ・アカデミー (Deutsche Phono-Akademie)が主催しており、毎年の受賞者は前年の売上によって決まる。

## 賞の部門
ポップカテゴリーには以下の賞などがある。

### ドイツ国内の部門
- 最優秀ドイツ男性アーティスト賞
- 最優秀ドイツ女性アーティスト賞
- 最優秀ドイツグループ賞
- 最優秀ドイツ新人賞
- 最優秀ドイツ楽曲賞

### 国際部門
- 最優秀国際男性アーティスト賞
- 最優秀国際女性アーティスト賞
- 最優秀国際グループ賞
- 最優秀国際新人賞
- 最優秀国際楽曲賞

### その他の部門
- 最優秀楽曲賞
- 最優秀アルバム賞
- 名誉賞

## 批判
ファリド・バンとコレガーが2018年のポップスアルバム部門の最優秀賞を受賞したことに対し、世界中から大きな批判が起きた。受賞したアルバム"Jung Brutal Gutaussehend 3"に収録された"0815"という楽曲の中に、自分たちの筋肉がアウシュビッツの収容者よりもはっきりしているという歌詞があったためである。この2人は、授賞式の数週間前に激しい抗議を受けていたにもかかわらず、授賞式の場では問題になった"0815"を歌唱した。
ドイツのパンクバンド、ディ・トーテン・ホーゼンのボーカルのカンピーノは、授賞式で審査委員会の決定を批判し、観客はスタンディングオベーションでその意見を支持した。
何人かのアーティストが、抗議のためにエコー賞を返上した。マリウス・ミュラー＝ヴェスターハーゲンは過去に7回受賞したエコー賞を全て返上すると述べた。このほか、ドイツの指揮者クリスティアン・ティーレマン、エノッホ・ツー・グッテンベルク、ロシア出身のドイツのピアニスト、イゴール・レヴィット、音楽プロデューサーのクラウス・フォアマン、ノトス・カルテットなどがエコー賞を返上した。
また、エアバス社CEOのトム・エンダースは、この決定は「ドイツの国際的な評判」を傷つけることになるだろうと述べ、「反ユダヤ主義がドイツで再び受け入れられるようになるのか」と問いかけた。
この結果、エコー賞は2018年を最後に廃止されることとなった。

## 受賞者

### <ドイツ国内の部門>

#### 男性アーティスト賞
- 1992年 ヘルベルト・グレーネマイヤー (Herbert Grönemeyer)
- 1993年 マリウス・ミュラー＝ヴェスターンハーゲン (Marius Müller-Westernhagen)
- 1994年 ヘルベルト・グレーネマイヤー (Herbert Grönemeyer)
- 1995年 マリウス・ミュラー＝ヴェスターンハーゲン (Marius Müller-Westernhagen)
- 1996年 Mark'Oh
- 1997年 ペーター・マファイ (Peter Maffay)
- 1998年 Nana
- 1999年 マリウス・ミュラー＝ヴェスターンハーゲン (Marius Müller-Westernhagen)
- 2000年 クサヴィア・ナイドー (Xavier Naidoo)
- 2001年 アイマン (Ayman)
- 2002年 ペーター・マファイ (Peter Maffay)
- 2003年 ヘルベルト・グレーネマイヤー (Herbert Grönemeyer)
- 2004年 ディック・ブレイヴ (Dick Brave)
- 2005年 ジェントルマン (Gentleman)
- 2006年 クサヴィア・ナイドー (Xavier Naidoo)
- 2007年 ロジェ・ツィツェロ (Roger Cicero)
- 2008年 ヘルベルト・グレーネマイヤー (Herbert Grönemeyer)
- 2009年 ウド・リンデンベルク (Udo Lindenberg)
- 2010年 クサヴィア・ナイドー (Xavier Naidoo)
- 2011年 デイヴィッド・ギャレット ((David Garrett)
- 2012年 ウド・リンデンベルク (Udo Lindenberg)
- 2013年 デイヴィッド・ギャレット ((David Garrett)
- 2014年 ティム・ベンツコ (Tim Bendzko)
- 2015年 ヘルベルト・グレーネマイヤー (Herbert Grönemeyer)
- 2016年 アンドレアス・ブラー二 (Andreas Bourani)
- 2017年 ウド・リンデンベルク (Udo Lindenberg)
- 2018年 マーク・フォースター (Mark Forster)

#### 女性アーティスト賞
- 1992年 ペー・ヴェルナー (Pe Werner)
- 1993年 サンドラ (Sandra)
- 1994年 ドロ (Doro)
- 1995年 マルシャ (Marusha)
- 1996年 シュヴェスター・S. (Schwester S.)
- 1997年 ブリュームヒェン (Blümchen)
- 1998年 サブリナ・セトラー (Sabrina Setlur)
- 1999年 ブリュームヒェン (Blümchen)
- 2000年 サブリナ・セトラー (Sabrina Setlur)
- 2001年 ジャネット・ビーダーマン (Jeanette)
- 2002年 サラ・コナー (Sarah Connor)
- 2003年 ネーナ (Nena)
- 2004年 イヴォンヌ・カッターフェルド (Yvonne Catterfeld)
- 2005年 アネット・ルイザン (Annett Louisan)
- 2006年 クリスティーナ・ストゥルマー (Christina Stürmer)
- 2007年 ラフェー (LaFee)
- 2008年 ラフェー (LaFee)
- 2009年 シュテファニー・ハインツマン (Stefanie Heinzmann)
- 2010年 カサンドラ・スティーン (Cassandra Steen)
- 2011年 レナ・マイヤー＝ラントルート (Lena)
- 2012年 イナ・ミュラー (Ina Müller)
- 2013年 アイヴィ・クワイノー (Ivy Quainoo)
- 2014年 イナ・ミュラー (Ina Müller)
- 2015年 ウーナ (Oonagh)
- 2016年 サラ・コナー (Sarah Connor)
- 2017年 イナ・ミュラー (Ina Müller)
- 2018年 アリス・マートン (Alice Merton)

#### グループ賞
- 1992年 スコーピオンズ (Scorpions)
- 1993年 ディー・プリンツェン (Die Prinzen)
- 1994年 ディー・トーテン・ホーゼン (Die Toten Hosen)
- 1995年 プア (Pur)
- 1996年 プア (Pur)
- 1997年 ディー・トーテン・ホーゼン (Die Toten Hosen)
- 1998年 ティック・タック・トウ (Tic Tac Toe)
- 1999年 モダン・トーキング (Modern Talking)
- 2000年 ディー・ファンタスティッシェン・フィーア (Die Fantastischen Vier)
- 2001年 プア (Pur)
- 2002年 ノー・エンジェルス (No Angels)
- 2003年 ディー・トーテン・ホーゼン (Die Toten Hosen)
- 2004年 プア (Pur)
- 2005年 ゼーネ・マンハイム (Söhne Mannheims)
- 2006年 ヴィア・ズィンド・ヘルデン (Wir sind Helden)
- 2007年 ローゼンストルツ (Rosenstolz)
- 2008年 ディー・ファンタスティッシェン・フィーア (Die Fantastischen Vier)
- 2009年 イッヒ + イッヒ (Ich + Ich)
- 2010年 ジルバーモント (Silbermond)
- 2011年 イッヒ + イッヒ (Ich + Ich)
- 2012年 ローゼンストルツ (Rosenstolz)
- 2013年 ディー・トーテン・ホーゼン (Die Toten Hosen)
- 2014年 ザ・ボスホス (The BossHoss)
- 2015年 リヴォルヴェルヘルド (Revolverheld)
- 2016年 プア (Pur)
- 2017年 アネンマイカンタライト (AnnenMayKantereit)
- 2018年 ミルキー・チャンス (Milky Chance)

#### 新人賞
- 1991年 ペー・ヴェルナー (Pe Werner)
- 1992年 ディー・ファンタスティッシェン・フィーア (Die Fantastischen Vier)
- 1993年 イリガル2001 (Illegal 2001)
- 1994年 シックス・ワズ・ナイン (Six Was Nine)
- 1996年 フェッテス・ブロート (Fettes Brot)
- 1997年 フールズ・ガーデン (Fool's Garden)
- 1998年 Nana
- 1999年 クサヴィア・ナイドー (Xavier Naidoo)
- 2000年 ザシャ (Sasha)
- 2001年 アイマン (Ayman)
- 2002年 シード (Seeed)
- 2003年 ワンダーウォール (Wonderwall)
- 2004年 ヴィア・ズィンド・ヘルデン (Wir sind Helden)
- 2005年 ジルバーモント (Silbermond)
- 2006年 トキオ・ホテル (Tokio Hotel)
- 2007年 ラフェー (LaFee)
- 2008年 マルク・メドロック (Mark Medlock)
- 2009年 トーマス・ゴドジ (Thomas Godoj)
- 2010年 ザ・ベースボールズ (The Baseballs)
- 2011年 レナ・マイヤー＝ラントルート (Lena)
- 2012年 ティム・ベンツコ (Tim Bendzko)
- 2013年 クロ (Cro)
- 2014年 アデル・タヴィル (Adel Tawil)
- 2015年 ウーナ (Oonagh)
- 2016年 ジョリス (Joris)
- 2017年 アネンマイカンタライト (AnnenMayKantereit)
- 2018年 ヴィンセント・ヴァイス (Wincent Weiss)

#### 楽曲賞 (ドイツ)
- 1993年 スナップ! (Snap!) : Rhythm is a Dancer
- 1994年 ハダウェイ (Haddaway) : What is Love
- 1995年 ルシレクトリック (Lucilectric) : Mädchen
- 1996年 スキャットマン・ジョン (Scatman John) : Scatman
- 1997年 アンドレア・ボチェッリ&サラ・ブライトマン (Andrea Bocelli & Sarah Brightman) : Time to Say Goodbye
- 1998年 ティック・タック・トウ (Tic Tac Toe) : Warum
- 1999年 Oli.P : Flugzeuge im Bauch
- 2000年 ルー・ベガ (Lou Bega) : Mambo No. 5
- 2001年 Anton feat. DJ Ötzi : Anton aus Tirol
- 2002年 ノー・エンジェルス (No Angels) : Daylight in Your Eyes
- 2003年 ヘルベルト・グレーネマイヤー (Herbert Grönemeyer) : Mensch
- 2004年 Deutschland sucht den Superstar : We Have a Dream

### <国際部門>

#### 男性アーティスト賞
- 1992年 フィル・コリンズ
- 1993年 マイケル・ジャクソン
- 1994年 ミートローフ
- 1995年 ブライアン・アダムス
- 1996年 ヴァンゲリス
- 1997年 エロス・ラマゾッティ
- 1998年 ジョン・ボン・ジョヴィ
- 1999年 エロス・ラマゾッティ
- 2000年 リッキー・マーティン
- 2001年 サンタナ
- 2002年 ロビー・ウィリアムズ
- 2003年 ロビー・ウィリアムズ
- 2004年 ロビー・ウィリアムズ
- 2005年 ロビー・ウィリアムズ
- 2006年 ロビー・ウィリアムズ
- 2007年 ロビー・ウィリアムズ
- 2008年 ジェームス・ブラント
- 2009年 ポール・ポッツ
- 2010年 ロビー・ウィリアムズ
- 2011年 フィル・コリンズ
- 2012年 ブルーノ・マーズ
- 2013年 ロビー・ウィリアムズ
- 2014年 ロビー・ウィリアムズ
- 2015年 エド・シーラン
- 2016年 エド・シーラン
- 2017年 ラグンボーン・マン
- 2018年 エド・シーラン

#### 女性アーティスト
- 1992年 シェール
- 1993年 アニー・レノックス
- 1994年 ボニー・タイラー
- 1995年 マライア・キャリー
- 1996年 マドンナ
- 1997年 アラニス・モリセット
- 1998年 トニー・ブラクストン
- 1999年 セリーヌ・ディオン
- 2000年 シェール
- 2001年 ブリトニー・スピアーズ
- 2002年 ダイド
- 2003年 シャキーラ
- 2004年 シャナイア・トゥエイン
- 2005年 アナスタシア
- 2006年 マドンナ
- 2007年 ケイティ・メルア
- 2008年 ネリー・ファータド
- 2009年 エイミー・ワインハウス
- 2010年 レディー・ガガ
- 2011年 エイミー・マクドナルド
- 2012年 アデル
- 2013年 ラナ・デル・レイ
- 2014年 バーディー
- 2015年 ザーズ
- 2016年 アデル
- 2017年 シーア
- 2018年 P!NK

#### グループ賞
- 1992年 クイーン
- 1993年 ジェネシス
- 1994年 エイス・オブ・ベイス
- 1995年 ピンク・フロイド
- 1996年 ケリー・ファミリー
- 1997年 フージーズ
- 1998年 バックストリート・ボーイズ
- 1999年 ライトハウス・ファミリー
- 2000年 ブエナ・ビスタ・ソシアル・クラブ & ライ・クーダー
- 2001年 ボン・ジョヴィ
- 2002年 デスティニーズ・チャイルド
- 2003年 レッド・ホット・チリ・ペッパーズ
- 2004年 エヴァネッセンス
- 2005年 グリーン・デイ
- 2006年 コールドプレイ
- 2007年 プッシーキャット・ドールズ
- 2008年 ナイトウィッシュ
- 2009年 コールドプレイ
- 2010年 デペッシュ・モード
- 2011年 テイク・ザット
- 2012年 コールドプレイ
- 2013年 マムフォード・アンド・サンズ
- 2014年 デペッシュ・モード
- 2015年 ピンク・フロイド
- 2016年 コールドプレイ
- 2017年 メタリカ
- 2018年 イマジン・ドラゴンズ

#### 新人賞
- 1996年 アラニス・モリセット
- 1997年 スパイス・ガールズ
- 1998年 ハンソン
- 1999年 イーグル・アイ・チェリー
- 2000年 クリスティーナ・アギレラ
- 2001年 アナスタシア
- 2002年 アリシア・キーズ
- 2003年 アヴリル・ラヴィーン
- 2004年 ザ・ラスマス
- 2005年 ケイティ・メルア
- 2006年 ジェームス・ブラント
- 2007年 ビリー・タレント
- 2008年 ミーカ
- 2009年 エイミー・マクドナルド
- 2010年 レディー・ガガ
- 2011年 ハーツ
- 2012年 カロ・エメラルド
- 2013年 ラナ・デル・レイ
- 2014年 ベアトリス・エグリ
- 2015年 コモン・リネッツ
- 2016年 ジェームズ・ベイ
- 2017年 ラグンボーン・マン
- 2018年 ルイス・フォンシ

#### 楽曲賞 (国際)
- 2001年 レッドネックス: The Spirit Of The Hawk
- 2002年 エンヤ: Only Time
- 2003年 ラス・ケチャップ: The Ketchup Song (Asereje),
- 2004年 RZA feat. クサヴィア・ナイドー: Ich kenne nichts

### <その他の部門>

#### 楽曲賞
- 2005年 オゾン (O-Zone): Dragostea Din Tei
- 2006年 マドンナ: Hung Up
- 2007年 ジルバーモント: Das Beste
- 2008年 DJ エッツィ feat. ニック・P: Ein Stern (...der deinen Namen trägt)
- 2009年 キッド・ロック: All Summer Long
- 2010年 レディ・ガガ: "Poker Face"
- 2011年 イズラエル・カマカヴィヴォオレ: "Over the Rainbow"
- 2012年 ゴティエ feat. キンブラ: "Somebody That I Used to Know"
- 2013年 ディー・トーテン・ホーゼン: "Tage wie diese"
- 2014年 アヴィーチー: "Wake Me Up"
- 2015年 ヘレーネ・フィッシャー: "Atemlos durch die Nacht"
- 2016年 ロスト・フリクエンシーズ: "Are You with Me"
- 2017年 ドレイク: "One Dance"
- 2018年 エド・シーラン: "Shape of You"

#### アルバム賞
- 2008年 ヘルベルト・グレーネマイヤー(Herbert Grönemeyer): 12
- 2009年 エイミー・ワインハウス: Back to Black
- 2010年 ペーター・フォックス: Stadtaffe
- 2011年 ウンハイリッヒ: Große Freiheit
- 2012年 アデル: 21

- 2008年 ヘルベルト・グレーネマイヤー: 12
- 2009年 エイミー・ワインハウス: Back to Black
- 2010年 ペーター・フォックス: Stadtaffe
- 2011年 ウンハイリッヒ: Große Freiheit
- 2012年 アデル: 21
- 2013年 ディー・トーテン・ホーゼン: Ballast der Republik
- 2014年 ヘレーネ・フィッシャー: Farbenspiel
- 2015年 ヘレーネ・フィッシャー: Farbenspiel
- 2016年 ヘレーネ・フィッシャー: Weihnachten
- 2017年 ウド・リンデンベルク: Stärker als die Zeit
- 2018年 エド・シーラン: ÷

#### 名誉賞
- 1991年 ウド・リンデンベルク
- 1992年 ラインハルト・メイ
- 1993年 ウド・ユルゲンス
- 1994年 ジェームス・ラスト
- 1996年 クラウス・ドルディンガー
- 1997年 フランク・ファリアン
- 1998年 コメディアン・ハーモニスツ
- 1999年 ファルコ
- 2000年 ヒルデガルト・クネフ
- 2001年 フリッツ・ラウ
- 2002年 カテリーナ・ヴァレンテ
- 2003年 カン
- 2004年 ハワード・カーペンデール
- 2005年 ミヒャエル・クンツェ
- 2006年 ペーター・クラウス
- 2007年 ラルフ・ジーゲル
- 2008年 ロルフ・ツコフスキ
- 2009年 スコーピオンズ
- 2010年 ペーター・マファイ
- 2011年 アネット・フンペ
- 2012年 ヴォルフガング・ニーデケン
- 2013年 ハネス・ヴァーダー
- 2014年 Yello
- 2015年 ナナ・ムスクーリ
- 2016年 プーディース
- 2017年 マリウス・ミュラー＝ヴェスターンハーゲン